# Alois Persterer
Alois Persterer (* 29. September 1909 in Saalfelden Österreich-Ungarn; † 30. Mai 1945 in Salzburg) war ein österreichischer SS-Obersturmbannführer, der im Zweiten Weltkrieg als Kommandeur des Sonderkommandos 10b am Mord an den Juden in der besetzten Ukraine, auf der Krim und im Kaukasus beteiligt war.

## Leben
Alois Persterer diente von 1928 bis 1933 als Autoschlosser im österreichischen Bundesheer. Zum 1. März 1932 trat er der NSDAP (Mitgliedsnummer 897.521), 1933 auch der SS bei (SS-Nummer 309.697). Bereits während des Verbots der NSDAP in Österreich leitete Persterer den SD-Abschnitt Salzburg und leistete Kurierdienste für die dortige Gauleitung. Er wurde verhaftet und erhielt 18 Monate Arrest und Kerker wegen illegaler Betätigung. Mit dem im März 1938 erfolgten „Anschluss“ Österreichs an das Deutsche Reich wurde Persterer aus der Haft entlassen und übernahm hauptamtlich den SD in Salzburg.
Von der Aufstellung im Mai 1941 in Pretzsch bis Dezember 1942 kommandierte Persterer das Sonderkommando 10b, das beim Überfall auf die Sowjetunion Teil der Einsatzgruppe D war. Unter Persterers Leitung verübte das Sonderkommando 10b u. a. Massaker am 28. August 1941 in Ananjiw und am 4. Dezember in Feodossija. Persterer befahl im April 1942 in seinem Kommando den Einsatz von Gaswagen zur effektiveren Ermordung von Juden. Sein Nachfolger als Chef des Sonderkommandos 10b war Eduard Jedamzik.
Nach seinem Einsatz bei den Einsatzgruppen kehrte Persterer nach Salzburg zum Dienst für das Reichssicherheitshauptamt (RSHA) zurück. Danach löste er Josef Vogt als Kommandeur der Sipo und des SD in den besetzten Gebieten Kärntens und Krains mit Sitz in Bled ab. Er selber wurde in Bled im November 1944 abgelöst.
Persterer hatte drei Kinder. Er wurde am 30. Mai 1945 unter ungeklärten Umständen in Salzburg getötet. Nach einer Überlieferung wurde er Opfer eines Überfalls, nach einer anderen von amerikanischen Soldaten erschossen, als er sich der Gefangennahme widersetzte.

## Nachwirkung
Nach Kriegsende bezeugte Persterers Vorgesetzter Otto Ohlendorf im Einsatzgruppen-Prozess, er habe persönlich eine Exekution durch das Sonderkommando 10b inspiziert. Im gleichen Prozess war auch SS-Hauptsturmführer Felix Rühl angeklagt, der in Persterers Sonderkommando 10b im Stab eingesetzt war.
Die 1939 geborene älteste Tochter von Persterer nahm von 2002 bis 2006 an einem Projekt der Historikerin Margit Reiter zum Umgang der Nachkommen von NS-Tätern in Österreich mit ihrer Familienvergangenheit teil.